# 文昌市罗峰中学
文昌市罗峰中学位于海南省文昌市抱罗镇，始名罗峰书院。

## 校史
云凤若等人创建于清朝光绪十年（1884年）。
1908～1926年书院先后易名为罗峰高等小学堂、罗峰高等小学校、第六区第一完全小学等，除开办高小班外，还曾开设简易师范学生班。
1947年改名为罗峰初级中学。
1956年改名为文昌罗峰中学。
2013年起不再设高中部，并入文昌市实验中学。

## 著名校友
德国文学家政治家谢盛友 (1958 - )